# 第12装甲師団 (ドイツ連邦陸軍)
第12装甲師団（ドイツ語：12. Panzerdivision）は、ドイツ連邦陸軍の師団のひとつ。1994年3月に解散した。バイエルン州ファイツヘーヒハイムに師団司令部を置き、師団の部隊は主にバイエルン州、ラインラント＝プファルツ州およびバーデン＝ヴュルテンベルク州に駐屯していた。

## 歴史

### 第1次・第2次編制
1961年1月にウンターフランケンおよびバーデン＝ヴュルテンベルク州内にて師団は創設され、第2軍団に所属した。第1次編成部隊は1960年7月に第10装甲擲弾兵師団から第36装甲旅団が抽出され、第2装甲擲弾兵師団と第4装甲擲弾兵師団および第1降下猟兵師団から抽出した兵員・装備から成った。1961年内に第35装甲旅団が隷下におさまる。1965年3月17日に師団司令部はタウバービショフスハイムからファイツヘーヒハイムに移転し、師団直轄部隊が完全充足し、北大西洋条約機構に結合される。

### 第3次編制
1970年、陸軍第3次編制で第3軍団に配転され、1977年に第5装甲師団から第14装甲旅団が配転される。以下は当時の編制。
- 師団司令部中隊
- 第14装甲旅団　在コブレンツ
- 第35装甲擲弾兵旅団　在ハンメルブルク
- 第36装甲旅団　在バート・メルゲントハイム
- 師団直轄部隊
  - 第12砲兵連隊　在タウバービショフスハイム
    - 第121野戦砲兵大隊　在タウバービショフスハイム
    - 第122ロケット砲兵大隊　在フィリップスブルク

  - 第12装甲偵察大隊　在エーバーン
  - 第12防空大隊　在ハルトハイム
  - 第12工兵大隊　在シュパイアー
  - 第12通信大隊　在ファイツヘーヒハイム
  - 第12衛生大隊　在バート・メルゲントハイム
  - 第12補給大隊　在バート・メルゲントハイム
  - 第12整備大隊　在タウバービショフスハイム

1981年から1990年にかけての編制
- 第34装甲旅団　在コブレンツ
- 第35装甲擲弾兵旅団　在ハンメルブルク
- 第36装甲旅団　在バート・メルゲントハイム
- 師団直轄部隊
  - 第12砲兵連隊　在タウバービショフスハイム
    - 第121野戦砲兵大隊　在タウバービショフスハイム
    - 第122ロケット砲兵大隊　在フィリップスブルク
    - 第123観測大隊　在タウバービショフスハイム

  - 第12防空大隊　在ハルトハイム
  - 第12工兵大隊　在フォルカッハ
  - 第12通信大隊　在ファイツヘーヒハイム
  - 第12装甲偵察大隊　在エーバーン
  - 第12整備大隊　在フォルカッハ、ヴァルデュルン、ハルトハイム、キュルスハイム
  - 第12補給大隊　在バート・メルゲントハイム、ファイツヘーヒハイム、タウバービショフスハイム、ヴァルデュルン、ハンメルブルク
  - 第12衛生大隊　在ファイツヘーヒハイム
  - 第12陸軍航空隊　在ニーダーシュテッテン
  - 第12特殊武器防護大隊　在ツヴァイブリュッケン

1990年に第34装甲旅団は第4防衛管区司令部 / 第5装甲師団に移転される。1993年に第35装甲擲弾兵旅団は解散され、1994年に第36装甲旅団の一部部隊は第1山岳師団に編入され、師団は1994年3月に解散する。

## 歴代師団長
| 代 | 氏名                                                        | 着任           | 離任           |
| -- | ----------------------------------------------------------- | -------------- | -------------- |
| 1  | アルトゥール・ウェーバー陸軍准将 Artur Weber                | 1961年6月1日   | 1962年3月31日  |
| 2  | クルト・フォン・アイネム陸軍准将 Kurt von Einem             | 1962年5月1日   | 1964年3月31日  |
| 3  | ペーター・フォン・バトラー陸軍少将 Peter von Butler         | 1964年4月1日   | 1967年9月30日  |
| 4  | ゲルト・コベ陸軍少将 Gerd Kobe                              | 1967年10月1日  | 1971年9月30日  |
| 5  | ハンス・テウゼン陸軍少将 Hans Teusen                        | 1971年10月1日  | 1973年9月30日  |
| 6  | パウル＝ゲオルク・クレッフェル陸軍少将 Paul-Georg Kleffel   | 1973年10月1日  | 1976年9月30日  |
| 7  | ゲルト・バスティアン陸軍少将 de:Gert Bastian                | 1976年10月1日  | 1980年1月21日  |
| 8  | ゲルト＝ヘルムート・コマッサ陸軍少将 de:Gerd-Helmut Komossa | 1980年4月1日   | 1982年3月31日  |
| 9  | ルッツ・ムーク陸軍少将 Lutz Moek                            | 1982年4月1日   | 1984年9月30日  |
| 10 | ジークフリート・ストーベック陸軍少将 Siegfried Storbeck     | 1984年10月1日  | 1986年9月30日  |
| 11 | ゲルト・ヴェルスト陸軍少将 Gert Verstl                      | 1986年10月1日  | 1989年3月31日  |
| 12 | ハルトムート・フォアーチュ陸軍少将 Hartmut Foertsch         | 1989年4月1日   | 1990年10月21日 |
| 13 | ハルトムート・バッガー陸軍少将 Hartmut Bagger               | 1990年11月23日 | 1992年3月31日  |
| 14 | マンフレート・アイゼレ陸軍少将 de:Manfred Eisele            | 1992年4月1日   | 1994年3月31日  |